# Pere Rullan Estarelles
Pere Rullan Estarelles (Sóller, Mallorca, 27 de març de 1990) és un esquiador i corredor de muntanya balear.
Nascut a Sóller el 1990, el 2012 es trasllada al Principat, a Lleida, per acabar els seus estudis a l'Institut Nacional d'Educació Física de Catalunya (INEF). Posteriorment, es trasllada a Font-romeu, a la Catalunya del Nord, on estableix la seva residència, i on combina la formació a distància i l'esquí, que fa servir com a preparació per a la temporada d'estiu, amb les curses de muntanya.
El gener de l'any 2015 es convertí en campió de Catalunya d'esquí de muntanya de verticals, després de guanyar la 'Crononúria'. Malgrat el bon resultat en una prova com el Campionat de Catalunya, es continua considerant sobretot un "corredor" i, de fet, és un habitual de la Selecció Catalana de Curses de Muntanya. L'abril d'aquest mateix any, es va proclamar campió d'Espanya de curses de muntanya. El febrer del 2016, a la Sala Magna de l'Ajuntament de Sóller, va rebre el guardó al “Millor Esportista de l'any 2015”, en reconeixement de les actuacions esportives que va tenir durant l'any 2015 en les diferents modalitats de les curses per muntanya. L'any 2018 torna a guanyar la 'Crononúria', convertint-se en campió de Catalunya d'esquí de muntanya.
L'any 2020 es convertí en seleccionador català de curses per muntanya de la Federació d'Entitats Excursionistes de Catalunya (FEEC).
L'any 2021 fou el campió de l'Olla de Núria, en la modalitat de l'Olla de Núria Vertical, una cursa que ja havia guanyat en dues ocasions anteriors, el 2016, en la seva primera edició, i el 2017, en la segona. Amb el triomf del 2021, Pere Rullan es proclamà també campió de Catalunya de curses verticals, establint un nou registre de la prova deixant el llistó en un estratosfèric temps de 42’24”, alçant-se amb el màxim guardó català per tercera vegada consecutiva en les sis edicions disputades. El mateix 2021 Rullan s'imposà com a guanyador a la 'Marrana Skyrace', al circuit 'Volta del Gegant', de 23km, en categoria absoluta, un dels dos circuits dels que constava la prova.
L'any 2022 el solleric es proclamà guanyador de la 'Pujada al Barranc de Biniaraix', una cursa per ell emblemàtica, doncs fou la primera cursa de muntanya que va córrer, amb només setze anys. Aquest mateix any, es proclamà campió d'Espanya de 'Kilómetro Vertical' a Ladrillar, a Càceres, en una prova d'extrema duresa. El juny del 2022 es proclamà vencedor a la 'Cortina Trail', una prova de 48 quilòmetres, inclosa a la Lavaredo Ultra Trail by UTMB, que té lloc a Lavaredo, a Itàlia.